# Giuliano Cesarini (1466-1510)
Giuliano Cesarini (Roma, 20 maggio 1466 – Roma, 1º maggio 1510) è stato un cardinale italiano.

## Biografia
Figlio di Gabriele Cesarini, gonfaloniere del popolo romano, e della nobildonna romana Godina Colonna, era cognato di Gerolama Borgia, una delle figlie illegittime del papa Alessandro VI Borgia, e nipote dell'omonimo cardinale Giuliano Cesarini (altri cardinali appartenenti alla famiglia Cesarini furono Alessandro Cesarini seniore e Alessandro Cesarini iuniore).
Dopo essere stato protonotario apostolico e canonico nel capitolo della Basilica patriarcale vaticana, fu creato cardinale nel concistoro del 20 settembre 1493 ricevendo la diaconia dei Santi Sergio e Bacco. Nel 1503 opterà per la diaconia di Sant'Angelo in Pescheria.
Il 2 gennaio 1495 si recò in visita presso il re Carlo VIII di Francia, che si trovava a Roma, mentre a maggio accompagnò il Papa a Orvieto. Accumulò svariati benefici, fra cui abate commendatario del monastero benedettino di Saint-Michel de Cuxa, nella diocesi di Perpignano, canonico del capitolo della cattedrale di Saint-Lambert, a Liegi (1496-1500), amministratore apostolico della sede di Ascoli Piceno dal 1500 alla sua morte, abate commendatario di Nonantola dal 1505 alla sua morte. Partecipò ai due conclavi del 1503 che elessero Pio III e Giulio II.
Morì improvvisamente a Roma nel 1510 e fu sepolto nella basilica di Santa Maria in Aracoeli.

## Ascendenza
|                         |                                       |                                        | Genitori        |  |  | Nonni |  |  | Bisnonni                |  |  | Trisnonni          |  |
|                         |                                       |                                        |                 |  |  |       |  |  | Andreozzo de' Montanari |  |  | Orso de' Montanari |  |
|                         |                                       |                                        |                 |  |  |       |  |  | Andreozzo de' Montanari |  |  | Orso de' Montanari |  |
|                         |                                       | Leonarda                               |                 |  |  |       |  |  | Andreozzo de' Montanari |  |  |                    |  |
| Orso Cesarini           |                                       |                                        |                 |  |  |       |  |  | Andreozzo de' Montanari |  |  |                    |  |
|                         |                                       | Paolotia Rustici                       | Lorenzo Rustici |  |  |       |  |  |                         |  |  |                    |  |
|                         |                                       | Paolotia Rustici                       | Lorenzo Rustici |  |  |       |  |  |                         |  |  |                    |  |
|                         |                                       | Paolotia Rustici                       | …               |  |  |       |  |  |                         |  |  |                    |  |
| Gabriele Cesarini       |                                       | Paolotia Rustici                       |                 |  |  |       |  |  |                         |  |  |                    |  |
|                         |                                       | Giovanni Andrea Brancaleoni            | …               |  |  |       |  |  |                         |  |  |                    |  |
|                         |                                       | Giovanni Andrea Brancaleoni            | …               |  |  |       |  |  |                         |  |  |                    |  |
|                         |                                       | Giovanni Andrea Brancaleoni            | …               |  |  |       |  |  |                         |  |  |                    |  |
| Simodea Brancaleoni     |                                       | Giovanni Andrea Brancaleoni            |                 |  |  |       |  |  |                         |  |  |                    |  |
|                         |                                       | …                                      | …               |  |  |       |  |  |                         |  |  |                    |  |
|                         |                                       | …                                      | …               |  |  |       |  |  |                         |  |  |                    |  |
|                         |                                       | …                                      | …               |  |  |       |  |  |                         |  |  |                    |  |
| Giuliano Cesarini       |                                       | …                                      |                 |  |  |       |  |  |                         |  |  |                    |  |
|                         | Antonio Colonna, signore di Riofreddo | Landolfo Colonna, signore di Riofreddo |                 |  |  |       |  |  |                         |  |  |                    |  |
|                         | Antonio Colonna, signore di Riofreddo | Landolfo Colonna, signore di Riofreddo |                 |  |  |       |  |  |                         |  |  |                    |  |
|                         | Antonio Colonna, signore di Riofreddo | …                                      |                 |  |  |       |  |  |                         |  |  |                    |  |
| Gianandrea Colonna      | Antonio Colonna, signore di Riofreddo |                                        |                 |  |  |       |  |  |                         |  |  |                    |  |
|                         |                                       | …                                      | …               |  |  |       |  |  |                         |  |  |                    |  |
|                         |                                       | …                                      | …               |  |  |       |  |  |                         |  |  |                    |  |
|                         |                                       | …                                      | …               |  |  |       |  |  |                         |  |  |                    |  |
| Giulia "Godina" Colonna |                                       | …                                      |                 |  |  |       |  |  |                         |  |  |                    |  |
|                         |                                       | Pietro Astalli                         | …               |  |  |       |  |  |                         |  |  |                    |  |
|                         |                                       | Pietro Astalli                         | …               |  |  |       |  |  |                         |  |  |                    |  |
|                         |                                       | Pietro Astalli                         | …               |  |  |       |  |  |                         |  |  |                    |  |
| Ambrosina Astalli       |                                       | Pietro Astalli                         |                 |  |  |       |  |  |                         |  |  |                    |  |
|                         |                                       | …                                      | …               |  |  |       |  |  |                         |  |  |                    |  |
|                         |                                       | …                                      | …               |  |  |       |  |  |                         |  |  |                    |  |
|                         |                                       | …                                      | …               |  |  |       |  |  |                         |  |  |                    |  |
|                         |                                       | …                                      |                 |  |  |       |  |  |                         |  |  |                    |  |